# جبل كاون
جبل كاون، هو جبل يقع في جبال كاتسكيل في نيويورك جنوب شرق هوبارت. يقع جبل ليون غرب جبل كاون وجبل وارن يقع في المنطقة الجنوبية الغربية.